# Institut préparatoire aux études d'ingénieurs d'El Manar
 (août 2018).
Si vous disposez d'ouvrages ou d'articles de référence ou si vous connaissez des sites web de qualité traitant du thème abordé ici, merci de compléter l'article en donnant les références utiles à sa vérifiabilité et en les liant à la section « Notes et références ».
L'Institut préparatoire aux études d'ingénieurs d'El Manar (arabe : المعهد التّحضيري للدّراسات الهندسيّة بالمنار) ou IPEIEM est un établissement universitaire tunisien dépendant de l'université de Tunis - El Manar.
Fondé selon la loi n°2001-1912 du 17 août 2001, l'institut s'ajoute aux autres établissements du campus d'El Manar pour offrir aux étudiants la possibilité d'intégrer les classes préparatoires. Il s'établit juste en face de l'École nationale d'ingénieurs de Tunis.

## Système d'études
Les études durent deux ans, soit trente semaines pour la première année et 26 semaines pour la deuxième année.

## Journées scientifiques
L'IPEIEM organise généralement des journées scientifiques comme celles de la deuxième édition de l'École internationale de Carthage de chimie et physique théoriques (14 au 16 mars 2008) ou les journées IPEIEM-Nanosciences qui ont pour but de clarifier et diffuser la culture de la nanotechnologie.